# Trương Hoành (Thủy hử)
Trương Hoành (chữ Hán: 张横; bính âm: Zhāng Héng), ngoại hiệu Thuyền Hỏa Nhi (chữ Hán: 船火兒; tiếng Anh: BoatMan; tiếng Việt: Lửa đầu thuyền) là một nhân vật hư cấu trong tiểu thuyết văn học cổ điển Trung Hoa Thủy Hử. Trương Hoành xếp thứ 28 trong 108 vị đầu lĩnh Lương Sơn Bạc và xếp thứ 28 trong 36 vị sao Thiên Cương, được sao Thiên Bình Tinh (chữ Hán: 天平星; tiếng Anh: Balance Star) chiếu mệnh.

## Xuất thân
Thủy Hử mô tả Trương Hoành mình cao bảy thước, ria vàng, tóc đỏ với mắt tam giác, đỏ tươi. Bơi lặn rất giỏi, lại quen thuộc sông nước, Trương Hoành được tả là một thanh niên rất khỏe, có thể nhảy từ dưới nước lên nhanh như cá dù ở bất cứ mọi thời tiết nào.
Trương Hoành cùng em trai mình là Trương Thuận sống với nhau tại Yết Dương Lĩnh (nay thuộc Cửu Giang, Giang Tây). Hai anh em thường giả dạng là lái đò trên sông Tầm Dương và cướp của khách khi đò giữa nơi sông nước. Sau này, Trương Thuận dời đi Giang Châu (nay là Giang Tây) làm nghề lái cá. Nghiện cờ bạc, Trương Hoành ở lại Yết Dương Lĩnh và tiếp tục nghề cướp trên sông Tầm Dương để sống qua ngày và để có tiền tiêu vào thú vui này.

## Gia nhập Lương Sơn

### Gặp gỡ Tống Giang
Sau khi chia tay anh em Đồng Uy và Lý Tuấn, vì giúp đỡ Tiết Vĩnh, Tống Giang đã bị Mục Hoằng, Mục Xuân truy đuổi tại Tầm Dương. Tống Giang cùng hai 2 công sai áp giải đã nhờ Trương Hoành chở qua đò để trốn cuộc vây bắt. Đến giữa sông, Trương Hoành bắt và định giết cả ba người để cướp của. May thay lúc đó, Lý Tuấn đến chơi và nhận ra người bị bắt chính là Tống Công Minh. Lý Tuấn đã giới thiệu Tống Giang cho Trương Hoành và 2 anh em Mục Hoằng, Mục Xuân. Vốn đã nể danh Tống Giang từ trước, Trương Hoành cùng 2 anh em Mục Hoẵng, Mục Xuân đã thả và kết giao với Tống Giang.

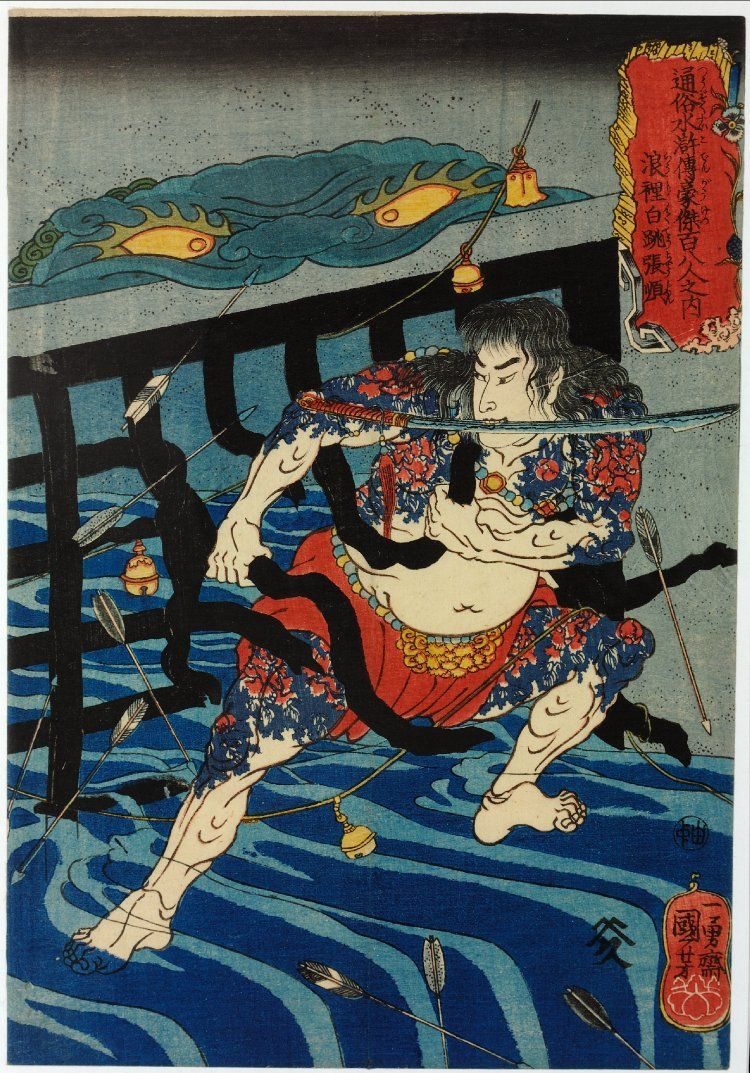
Em trai Trương Hoành Trương Thuận

Tại Giang Châu, khi Tống Giang bị giam và xử chém vì đề phản thi ở gác Tầm Dương trong lúc say, Trương Hoành đã tham gia vào trận cướp pháp trường Giang Châu, giải cứu thành công Tống Giang và Đái Tông. Sau trận này, Trương Hoành cùng những người khác đã theo về và gia nhập Lương Sơn Bạc.
Trong trận đánh vào doanh trại Lương Sơn Bạc, Tống tướng Hô Diên Chước ra lệnh cho phó tướng của mình là Lăng Chấn dùng hỏa pháo tấn công Lương Sơn Bạc. Theo mưu kế của Ngô Dụng, Trương Hoành là vị đầu lĩnh đã dẫn đầu nhóm người Lương Sơn phá hoại các giá pháo, dụ Lăng Chấn xuống sông cướp thuyền. Lăng Chấn mắc mưu, khi cướp thuyền thì thuyền bị đục thủng, lật úp và cuối cùng bị bắt và sau đó, được Tống Giang chiêu hàng và gia nhập Lương Sơn Bạc.

### Chức vụ
Khi phân định ngôi thứ ở Lương Sơn Bạc, Trương Hoành xếp thứ 28 trong 108 vị đầu lĩnh Lương Sơn Bạc và xếp thứ 28 trong 36 vị sao Thiên Cương, chức Thủy quân Đầu Lĩnh.

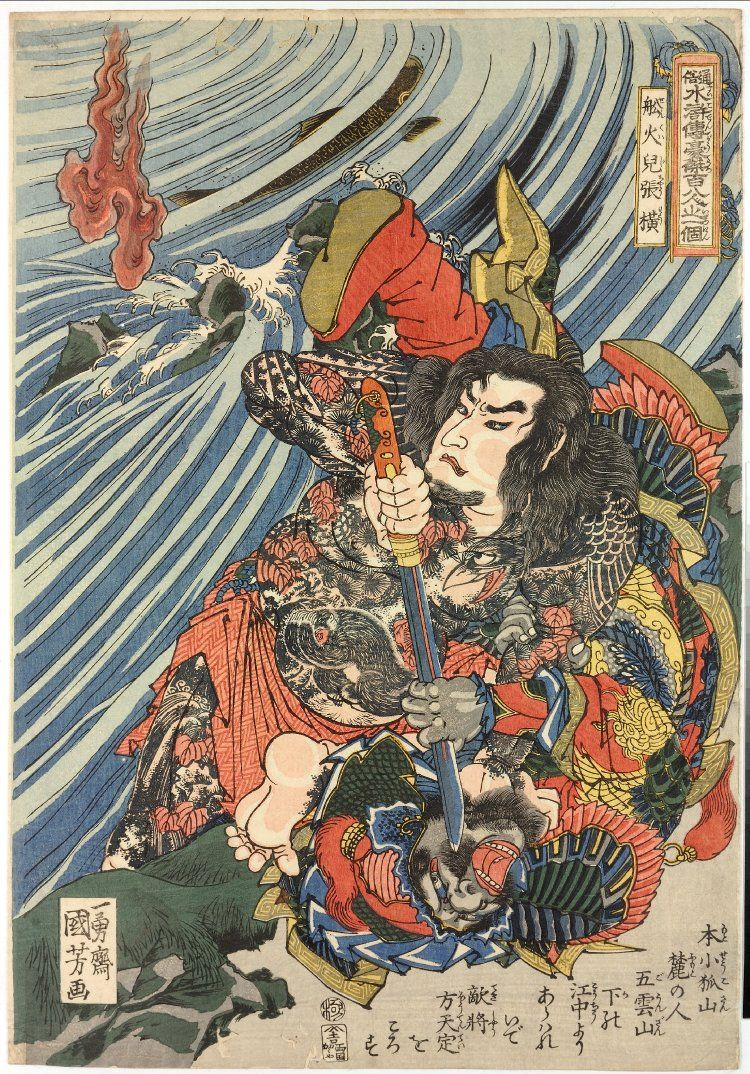
Hồi 115 - Trương Hoành (mà thật ra là hồn Trương Thuận) tuốt dao chém đầu Phương Thiên Định tại chân núi Ngũ Vân, ngoại thành Hàng Châu.

## Chiêu an và mất
Sau khi nhận chiêu an, Trương Hoành cùng các đầu lĩnh Lương Sơn Bạc tham gia các chiến dịch bình quân Liêu và các lực lượng khác chống đối triều đình nhà Tống.
Ở chiến dịch bình Phương Lạp, trong trận đánh thành Hàng Châu, khi thành vỡ, địch tướng Phương Thiên Định phi ngựa trốn khỏi thành nhưng chạm trám và bị Trương Hoành chém chết tại dưới chân núi Ngũ Vân. Sau này, Trương Hoành được biết em trai mình là Trương Thuận, khi đánh thành Hàng Châu, đã bị Phương Thiên Định sai cung thủ bắn chết tại Dũng Kim Môn (chữ Hán: zh:湧金門; tiếng Anh: Yongjin Gate). Chính Trương Thuận đã nhập vào Trương Hoành để giết trả thù Phương Thiên Định. Khi tỉnh lại, quá đau buồn vì cái chết của người em mình, Trương Hoành ngất xỉu và mất vì bệnh sau đó không lâu.